# 小行星5142
小行星5142（英語：5142 Okutama）是一颗围绕太阳公转的小行星。1990年12月18日，T. Hioki、早川修司在奥多摩町发现了此天体。
这颗小行星的绝对星等为192.4976399643108等。